# Jugendpresse
Jugendpresse (auch Jugendmedien) bezeichnet die von Jugendlichen für Jugendliche gestalteten Massenmedien, wie Schüler- oder Studentenzeitungen, Abiturzeitung, Schul- oder Uniradioprogramme oder Internetseiten.
Diese Medien werden von Jugendlichen inhaltlich und gestalterisch erstellt und verantwortet.
Im allgemeinen Sprachgebrauch hat sich der Begriff Jugendpresse auch für die Interessenvertretungen der jungen Medienmacher etabliert, hiermit sind die Jugendpresseverbände oder Jugendmedienverbände gemeint. Diese Verbände und Vereinigungen sind in Deutschland ebenfalls als reine Jugendinstitutionen ohne Erwachsenenkontrolle oder -aufsicht organisiert. Es gibt entsprechende Verbände in fast allen Bundesländern; eine bundesweite Dachorganisation ist die Jugendpresse Deutschland e. V. Daneben gibt es Strukturen auf Länderebene und weitere Verbände, die in diesem Bereich tätig sind wie zum Beispiel die Junge Presse.
Sie bieten Bildungsseminare und Berichterstattungen wie beispielsweise durch die Politikorange und Events wie die Jugendmedientage, Jugendmedienevents oder Jugendmediencamps für medieninteressiere junge Menschen an. Des Weiteren geben sie Handbücher für Schülerzeitungsmacher heraus und bieten den Jugend-Presseausweis als Nachweis nicht-kommerzieller journalistischer Arbeit an.

## Geschichte

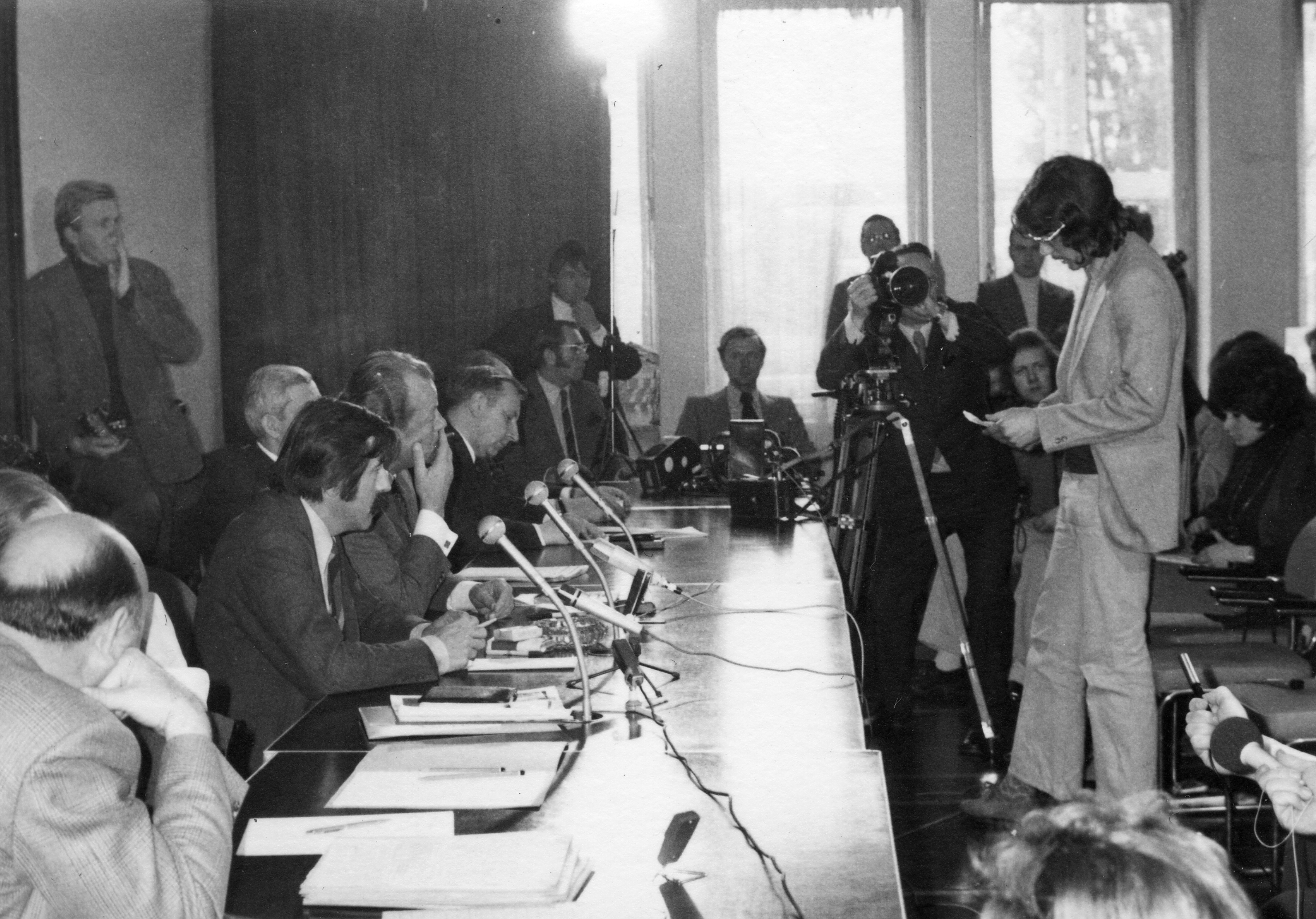
Pressekonferenz der Deutschen Jugendpresse mit Bundeskanzler Willy Brandt und dem Schriftsteller Günter Grass, Bonn 1972

Schon 1947 wurde mit dem Ring Berliner Schülerzeitungen, später Junge Presse Berlin ein erster Jugendpresseverband gegründet; 1951 folgte, von Walther von La Roche gegründet, die "Presse der Jugend" in Bayern. 1952 entstand dann die BAG Junge Presse, aus der 15 Jahre später, im Jahr 1967, die Deutsche Jugendpresse (DJP) wurde. 
Wegen politischer Richtungskämpfe – die DJP ordnete sich als politisch links ein – wurde am 13. Februar 1987 in Hannover der Bundesverband Jugendpresse (BVJ) unter Mitwirkung von JU-Mitgliedern gegründet, der wiederum aus dem Dachverband der Jugendpresse Bundesring deutscher Nachwuchsjournalisten hervorging. Auch der nahezu bedeutungslose Verband Junger Journalisten Deutschlands (VJPD) wurde in den 1980er Jahren gegründet. In der Folge entstanden beziehungsweise verfestigten sich in vielen Bundesländern Doppelstrukturen. In Hessen arbeiteten am Ende der 1980er Jahre die "linke" Junge Presse Hessen [JPH] als Landesverband der DJP und die "konservative" Hessische Jugendpresse [HJP] als Landesverband des BVJ sowie der in der "Mitte" einzuordnende Hessische Schüler- und Jugendzeitungsverein (HSJV), der keinem Bundesverband angehörte. JPH und HSJV sind vom Hessischen Kultusministerium als die beiden größten Vereine gefördert worden. Die Hessischen Kultusminister waren regelmäßig Schirmherren des Hessischen Schülerzeitungswettbewerb, der bis heute vom HSJV [heute: Jugendpresse Hessen] auf der Buchmesse in Frankfurt durchgeführt wird.
Nach dem Fall der Mauer wurden in den neuen Bundesländern ebenfalls Jugendpresseverbände gegründet. 1990 entstand in Dresden mit der Jungen Presse Deutschland, die sich 1992 in Junge Medien Deutschland (JMD) umbenannte, ein vierter Verband auf Bundesebene. Einige Verbände waren zumindest zeitweise auch Mitglied mehrerer Bundesverbände; die damalige Freie Jugendpresse Sachsen-Anhalt (heute fjp media) war Mitglied des BVJs und des VJJDs, die Arbeitsgemeinschaft Junge Presse Nordrhein-Westfalen (heute Junge Presse Nordrhein-Westfalen) war Mitglied in der DJP und dem BVJ.
Um die Jahrtausendwende besserte sich die Beziehung der beiden bedeutendsten Verbände, der DJP und dem BVJ. So wurde 2000 ein gemeinsamer Presseausweis herausgegeben und im Frühjahr 2002 anlässlich der Politiktage gemeinsam das Projekt politikorange ins Leben gerufen. Während der Feier zum 25. Jubiläum des BVJ entstand die Idee zur Fusion beider Verbände. Am 5. April 2003 wurde dann von den Landesverbänden in den Nordischen Botschaften in Berlin die Jugendpresse Deutschland (JPD) gegründet und die Liquidation der DJP und des BVJ beschlossen. Auch die Doppelstrukturen in Baden-Württemberg, Schleswig-Holstein, Hessen und Bayern wurden anschließend zusammengefasst oder aufgelöst.